# Попов, Михаил Николаевич (директор)
Михаил Николаевич Попов — советский хозяйственный и политический деятель, генерал-майор итс.

## Биография
Родился в 1904 году в селе Епанчино. Член КПСС.
Окончил Ленинградский политехнический институт.
В 1914—1924 гг. — мальчик в магазине в Раненбурге, крестьянин в хозяйстве родителей, участник подавления Тамбовского восстания, работник сельсовета, волисполкома, комсомола в Раненбургском уезде.
В 1931—1932 гг. — научный сотрудник Института металлов в Ленинграде.
В 1932—1938 гг. — инженер-металловед, заместитель начальника ЦЛ Ижорского завода.
В 1938—1941 гг. — главный инженер Ижорского завода.
В июне-ноябре 1941 г. — директор Ижорского завода.
В 1941—1942 гг. — директор завода по производству танковых корпусов в Челябинске.
В 1942—1945 гг. — заместитель наркома танковой промышленности СССР.
В 1945—1957 гг. — начальник Главного управления металлургического производства Наркомата транспортного машиностроения СССР, заместитель министра транспортного машиностроения СССР.
В 1957—1962 гг. — первый заместитель председателя Волгоградского совнархоза.
В 1962—1967 гг. — первый заместитель председателя Госкомитета РСФСР по координации научно-исследовательских работ.
Умер в 1967 году в Москве.

## Награды
- Орден Ленина (1939)
- Орден Отечественной войны I степени (1945)
- Орден Трудового Красного Знамени (1943, 1944)
- Орден Красной Звезды (1940, 1944)